# 주디 그리어
주디 그리어(Judy Greer, 1975년 7월 20일 ~ )는 미국의 배우이다. 《디센던트》(2011)로 2011년 제16회 새틀라이트상 여우조연상 후보에 올랐다.

## 작품 목록

### 영화 출연
- 조브레이커 (1999)
- 쓰리 킹즈 (1999)
- 너 어느 별에서 왔니? (2000)
- 선셋 스트립 (2000)
- 스페셜스 (2000)
- 왓 위민 원트 (2001)
- 웨딩 플래너 (2001)
- 어댑테이션 (2002)
- 고양이의 보은 (2003) - 영어 더빙
- 완벽한 그녀에게 딱 한가지 없는 것 (2004)
- 빌리지 (2004)
- 라스트 샷 (2004)
- 커스드 (2005)
- 엘리자베스타운 (2005)
- 아메리칸 드림즈 (2006)
- 27번의 결혼 리허설 (2008)
- 러브 해펀스 (2009)
- 마마듀크 (2010)
- 헨리스 크라임 (2010)
- 러브 & 드럭스 (2010)
- 디센던트 (2011)
- 제프 후 리브스 앳 홈 (2011)
- 당신에게도 사랑이 다시 찾아올까요? (2012)
- 캐리 (2013)
- 제이미 막스는 죽었다 (2014)
- 혹성탈출: 반격의 서막 (2014)
- 멘, 우먼 & 칠드런 (2014)
- 그랜마 (2015)
- 투모로우랜드 (2015)
- 안투라지 (2015)
- 쥬라기 월드 (2015)
- 앤트맨 (2015)
- 윌슨 (2017)
- 레몬 (2017, Lemon)
- 혹성탈출: 종의 전쟁 (2017) - 코넬리아 역
- 밤에 우리 영혼은 (2017)
- 이웃집 빅풋 (2017, Pottersville)
- 퍼블릭 스쿨드 (2017, Adventures in Public School)
- 15시 17분 파리행 열차 (2018) - 조이스 역
- 메저 오브 어 맨 (2018, Measure of a Man)
- 앤트맨과 와스프 (2018) - 매기 랭 역
- 드리븐 (2018, Driven)
- 할로윈 (2018) - 캐런 역
  - 할로윈 킬스 (2021)
  - 할로윈 엔드 (2022)
- 어디갔어, 버나뎃 (2019) - 저넬 커츠 박사 역
- 사채왕 페그 (2019, Buffaloed) - 캐시 역
- 플레잉 위드 파이어 (2019)
- 엉클 프랭크 (2020, Uncle Frank) - 키티 블레드소 역
- 영지의 귀부인 (2021) - 레이디 워즈워스 역
- 가디언즈 오브 갤럭시: Volume 3 (2023)

### 영화 연출
- A Happening of Monumental Proportions (2017)